# Sportploeg van het jaar (Nederland)
De titel Sportploeg van het jaar wordt sinds 1968 jaarlijks toegekend aan een Nederlandse sportploeg tijdens een sportgala.
De verkiezing was een initiatief van de AVRO. De winnaar werd aanvankelijk bepaald in een verkiezing door sportjournalisten. Tegenwoordig wordt de verkiezing georganiseerd door de NOS. Een vakjury nomineert een aantal kandidaten en daaruit wordt een winnaar gekozen door Nederlandse topsporters. De winnaar ontvangt een bronzen beeldje van Jaap Eden.

## Overzicht winnaars
| Jaar | Winnaar                                                                | Sport        |
| ---- | ---------------------------------------------------------------------- | ------------ |
| 1968 | AFC Ajax                                                               | Voetbal      |
| 1969 | AFC Ajax                                                               | Voetbal      |
| 1970 | Feyenoord                                                              | Voetbal      |
| 1971 | Nederlandse hockeyploeg (vrouwen)                                      | Hockey       |
| 1972 | AFC Ajax                                                               | Voetbal      |
| 1973 | Nederlandse hockeyploeg (mannen)                                       | Hockey       |
| 1974 | Nederlands voetbalelftal                                               | Voetbal      |
| 1975 | IJsselmeervogels                                                       | Voetbal      |
| 1976 | Nederlandse waterpoloploeg (mannen)                                    | Waterpolo    |
| 1977 | Nederlandse ruiterploeg Ebben/Heins/Nooren/Wouters van den Oudenweijer | Paardensport |
| 1978 | Nederlands voetbalelftal                                               | Voetbal      |
| 1979 | Nederlandse ijshockeyploeg (mannen)                                    | IJshockey    |
| 1980 | TI Raleigh                                                             | Wielrennen   |
| 1981 | Roeien twee zonder (Willem Jan Atsma/Ted Bosman)                       | Roeien       |
| 1982 | Tijdritploeg 100km                                                     | Wielrennen   |
| 1983 | Nederlandse hockeyploeg (vrouwen)                                      | Hockey       |
| 1984 | Nederlandse hockeyploeg (vrouwen)                                      | Hockey       |
| 1985 | Nederlandse volleybalploeg (vrouwen)                                   | Volleybal    |
| 1986 | Nederlandse hockeyploeg (vrouwen)                                      | Hockey       |
| 1987 | AFC Ajax                                                               | Voetbal      |
| 1988 | Nederlands voetbalelftal                                               | Voetbal      |
| 1989 | Nederlandse volleybalploeg (mannen)                                    | Volleybal    |
| 1990 | Nederlandse hockeyploeg (mannen)                                       | Hockey       |
| 1991 | Roeien heren dubbeltwee (Nico Rienks/Henk-Jan Zwolle)                  | Roeien       |
| 1992 | Nederlandse volleybalploeg (mannen)                                    | Volleybal    |
| 1993 | Jacco Eltingh/Paul Haarhuis                                            | Tennis       |
| 1994 | Nederlandse hockeyploeg (mannen)                                       | Hockey       |
| 1995 | AFC Ajax                                                               | Voetbal      |
| 1996 | Nederlandse volleybalploeg (mannen)                                    | Volleybal    |
| 1997 | Nederlandse volleybalploeg (mannen)                                    | Volleybal    |

| Jaar | Winnaar | Sport                                      |
| ---- | --- | ------------------------------------------ |
| 1998 | Jacco Eltingh/Paul Haarhuis                                                                                  | Tennis                                     |
| 1999 | Nederlandse estafetteploeg 4x100m vrije slag (mannen) (Van den Hoogenband/Kenkhuis/Veens/Wouda)              | Zwemmen                                    |
| 2000 | Nederlandse hockeyploeg (mannen)                                                                             | Hockey                                     |
| 2001 | Nederlandse Turnploeg (vrouwen)                                                                              | Turnen                                     |
| 2002 | Nederlandse Turnploeg (vrouwen)                                                                              | Turnen                                     |
| 2003 | Nederlandse estafetteploeg 4x100m (mannen) ( Van Balkom/Beck/C.Douglas/T.Douglas)                            | Atletiek                                   |
| 2004 | Nederlandse estafetteploeg 4x100m vrije slag (mannen) (Van den Hoogenband/Kenkhuis/Zastrow/Zwering)          | Zwemmen                                    |
| 2005 | Lobke Berkhout/Marcelien de Koning                                                                           | Zeilen                                     |
| 2006 | Nederlandse hockeyploeg (vrouwen)                                                                            | Hockey                                     |
| 2007 | Nederlands voetbalelftal onder 21                                                                            | Voetbal                                    |
| 2008 | Nederlandse waterpoloploeg (vrouwen)                                                                         | Waterpolo                                  |
| 2009 | Nederlandse estafetteploeg 4x100m vrije slag (vrouwen) (Dekker/Heemskerk/Kromowidjojo/Schreuder/Veldhuis)    | Zwemmen                                    |
| 2010 | Nederlands voetbalelftal                                                                                     | Voetbal                                    |
| 2011 | Nederlands honkbalteam                                                                                       | Honkbal                                    |
| 2012 | Nederlandse hockeyploeg (vrouwen)                                                                            | Hockey                                     |
| 2013 | Alexander Brouwer/Robert Meeuwsen                                                                            | Beachvolleybal                             |
| 2014 | Nederlands voetbalelftal                                                                                     | Voetbal                                    |
| 2015 | Reinder Nummerdor/Christiaan Varenhorst                                                                      | Beachvolleybal                             |
| 2016 | Maaike Head/Ilse Paulis                                                                                      | Roeien                                     |
| 2017 | Nederlands voetbalelftal (vrouwen)                                                                           | Voetbal                                    |
| 2018 | Teamsprinters Mannen (Van den Berg, Büchli, Van ’t Hoenderdaal, Hoogland, Lavreysen)                         | Baanwielrennen                             |
| 2019 | Nederlands handbalteam (vrouwen)                                                                             | Handbal                                    |
| 2020 | Geen verkiezing wegens coronaviruspandemie                                                                   | Geen verkiezing wegens coronaviruspandemie |
| 2021 | Teamsprinters Mannen                                                                                         | Baanwielrennen                             |
| 2022 | Nederlandse estafetteploeg 4x400m (vrouwen) (Saalberg, Klaver, Lisanne de Witte, Bol, Bouma, Laura de Witte) | Atletiek                                   |
| 2023 | Nederlandse estafetteploeg 4x400m (vrouwen) (Saalberg, Klaver, Lisanne de Witte, Bol, Peeters)               | Atletiek                                   |
| 2024 | Nederlands 3×3-basketbalteam (mannen) (Jan Driessen, Worthy de Jong, Dimeo van der Horst, Arvin Slagter)     | Basketbal                                  |

### Meest gewonnen
|   | Ploeg                                                 | Aantal |
| - | ----------------------------------------------------- | ------ |
| 1 | Nederlandse hockeyploeg (vrouwen)                     | 6      |
| 2 | AFC Ajax                                              | 5      |
| 2 | Nederlands voetbalelftal (mannen)                     | 5      |
| 4 | Nederlandse hockeyploeg (mannen)                      | 4      |
| 4 | Nederlandse volleybalploeg (mannen)                   | 4      |
| 5 | Jacco Eltingh/Paul Haarhuis                           | 2      |
| 5 | Nederlandse estafetteploeg 4x400m (vrouwen)           | 2      |
| 5 | Nederlandse estafetteploeg 4x100m vrije slag (mannen) | 2      |
| 5 | Nederlandse Turnploeg (vrouwen)                       | 2      |
| 5 | Teamsprinters Mannen                                  | 2      |

|    | Discipline   | Aantal |
| -- | ------------ | ------ |
| 1  | Voetbal      | 14     |
| 2  | Hockey       | 10     |
| 3  | Volleybal    | 7      |
| 4  | Wielersport  | 4      |
| 5  | Atletiek     | 3      |
| 5  | Roeien       | 3      |
| 5  | Zwemmen      | 3      |
| 8  | Tennis       | 2      |
| 8  | Turnen       | 2      |
| 8  | Waterpolo    | 2      |
| 11 | Basketbal    | 1      |
| 11 | Handbal      | 1      |
| 11 | Honkbal      | 1      |
| 11 | IJshockey    | 1      |
| 11 | Paardensport | 1      |

Sportman · Sportvrouw · Sportploeg · Paralympische sporter · Talent · Coach · Carrièreprijs